# Lake Dubrava
Lake Dubrava är en reservoar i Kroatien. Den ligger i den nordöstra delen av landet, 80 km nordost om huvudstaden Zagreb. Lake Dubrava ligger 148 meter över havet. Arean är 16,7 kvadratkilometer. Trakten runt Lake Dubrava består till största delen av jordbruksmark. Den sträcker sig 2,7 kilometer i nord-sydlig riktning, och 11,7 kilometer i öst-västlig riktning.
Följande samhällen ligger vid Lake Dubrava:
- Prelog (4 309 invånare)
- Hrženica (953 invånare)
- Donji Mihaljevec (743 invånare)
- Oporovec (425 invånare)